# Dessiccateur (verrerie)
Pour les articles homonymes, voir Dessiccateur.

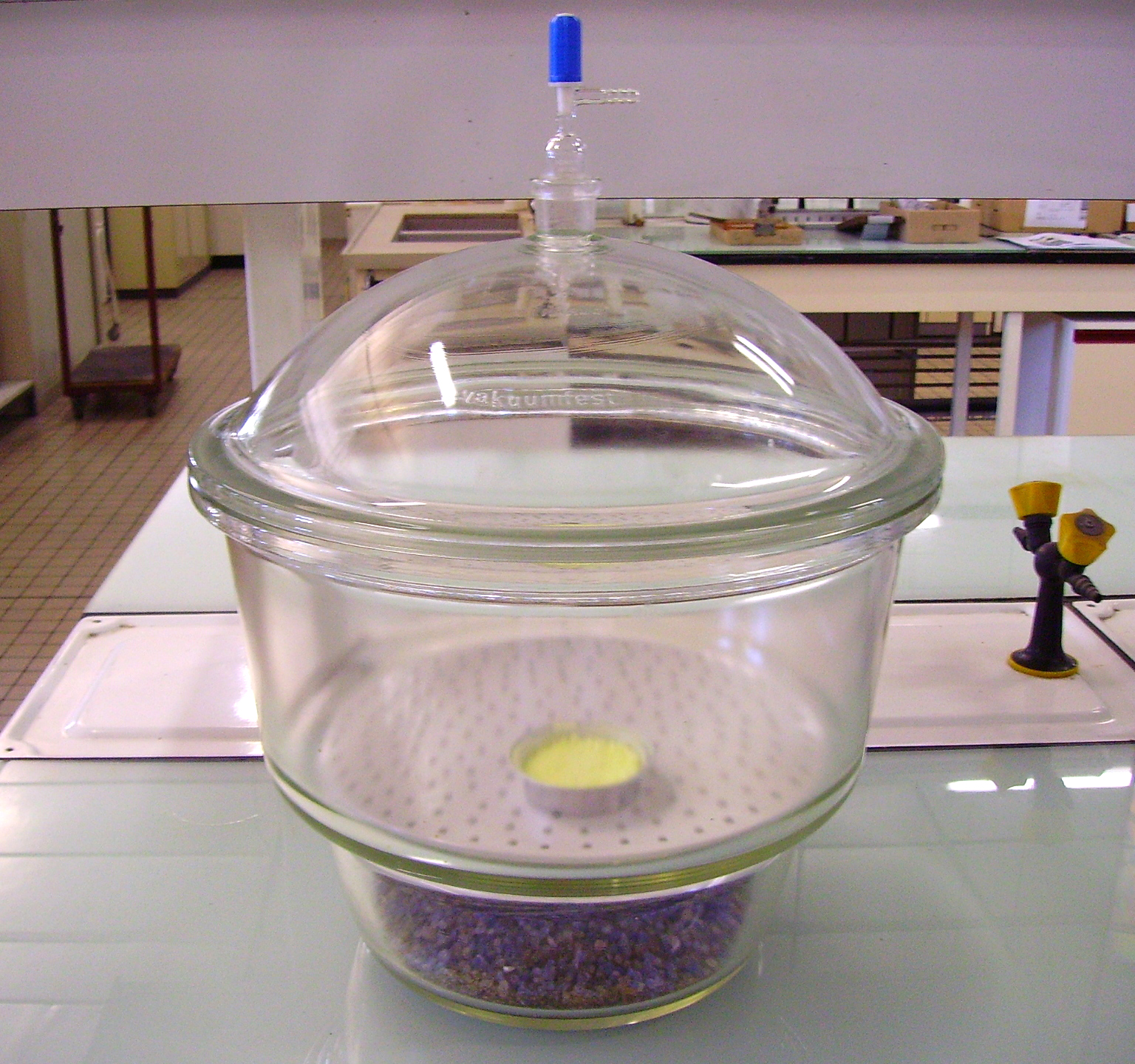
Dessiccateur verre (à joint rodé et graissé) de laboratoire avec prise de vide et robinet, contenant du gel de silice (granulés bleus).

Un dessiccateur est un équipement servant à protéger des substances contre l'humidité.
Au laboratoire, il est constitué d'une cuve circulaire surmontée d'un couvercle ; l'ensemble est en verre épais ou en polycarbonate. La liaison des deux parties peut être réalisée par un rodage en verre ou un joint torique en élastomère. Certains modèles sont équipés d'une prise de vide avec robinet.
La substance à protéger est placée directement ou non sur le disque perforé. Au préalable, une quantité suffisante de dessiccant (tel le gel de silice), souvent bleu (présence d'indicateur coloré), est disposée au fond. Lorsque le dessiccant change de couleur (virant souvent au rose), il faut le régénérer par étuvage.
Le diamètre intérieur d'un dessiccateur de laboratoire varie généralement de 100 à 300 millimètres.